# 関根毅
関根 毅（せきね たけし、1966年10月6日 -）は、大阪府出身の元プロ野球選手（外野手）。右投左打。

## 来歴・人物
修徳高から東海大学に進学。大学時代は1年秋からベストナイン（3回）、2年春に首位打者、MVPを獲得するなど活躍。1年次の明治神宮大会では初戦の東北福祉大学戦で1学年上の荻原満が好投するなかで逆転サヨナラ本塁打を放つ。大学では同期に若林弘泰、1学年下に佐久間浩一がいた。
1988年のプロ野球ドラフト会議にてヤクルトスワローズから5位で指名され入団。
一軍出場のないまま、1990年限りで現役を引退。
引退後はプロゴルファーに転身し、現在は東京都で関根毅ゴルフスクールを主催している。

## 詳細情報

### 年度別成績
- 一軍公式戦出場なし

### 背番号
- 55 （1989年 - 1990年）